# Karácsony Sándor-díj (pedagógiai)
A Karácsony Sándor-díj az oktatási miniszter által adományozható egyik szakmai elismerés volt 2012-ig. Azok a tanítók kaphatták, akik a gyermekek harmonikus személyiségformálásában huzamosan kiemelkedő munkát végeztek.
Jutalomösszege 300 000 Ft/fő volt. Évente, a Magyar Kultúra Napján, január 22-én, 10 személy kaphatta. A díjazott az adományozást igazoló okiratot és plakettet kapott.
A díjat a 49/2012 EMMI rendelet az emberi erőforrások minisztere által adományozható elismerésekről szüntette meg.

## A plakett
A plakett Péter Ágnes szobrászművész alkotása. Kerek alakú, bronzból készült, átmérője 80, vastagsága 8 milliméter.
A plakett egyoldalas, Karácsony Sándor domború arcképét és a Karácsony Sándor-díj feliratot ábrázolja.